# Batalla de Garigliano (457)
La batalla de Garigliano se libró entre los vándalos y el imperio romano de Occidente en Campania, Italia, en 457. Después de apoderarse de Cartago y convertirla en la capital de su reino en 439, los vándalos asaltaron con frecuencia los territorios del Imperio Romano de Occidente. En 457, el nuevo emperador Mayoriano sorprendió a un grupo de vándalos que regresaba con el botín obtenido de Campania. Fueron atrapados en la desembocadura del río Garigliano. Muchos de los asaltantes fueron masacrados antes de que pudieran llegar a sus barcos o fueron arrojados al mar y se ahogaron.